# Sektory Bukaresztu
Gmina Bukareszt (stolica Rumunii) podzielona jest na sześć sektorów administracyjnych (rum: sectoare), z których każdy ma własnego burmistrza i radę, która jest odpowiedzialna za sprawy lokalne, takie jak drugorzędne ulice, parki, szkoły i oczyszczanie sektorów.
Każdy z sześciu sektorów zawiera szereg nieformalnych dzielnic (Cartiere), które nie mają funkcji administracyjnych:
- Sektor 1: Dorobanți, Băneasa, Aviației, Pipera, Aviatorilor, Primăverii, Romanǎ, Victoriei, Herǎstrǎu, Bucureștii Noi, Dǎmǎroaia, Strǎulești, Chitila, Grivița, 1 Mai, Pajura, Domenii i niewielka część Giulești – ta ze Stadionem Giulești
- Sektor 2: Pantelimon, Colentina, Iancului, Tei, Floreasca, Moșilor, Obor, Vatra Luminoasă, Fundeni, Ștefan cel Mare
- Sektor 3: Vitan, Dudești, Titan, Centrul Civic, Balta Albă, Dristor, Lipscani, Muncii, Unirii
- Sektor 4: Berceni, Olteniței, Văcărești, Timpuri Noi, Tineretului
- Sektor 5: Rahova, Ferentari, Giurgiului, Cotroceni, 13 Septembrie, Dealul Spirii
- Sektor 6: Giulești, Crângași, Drumul Taberei, Militari, Grozǎvești (znana także jako Regie), Ghencea

## Lista sektorów pod względem powierzchni

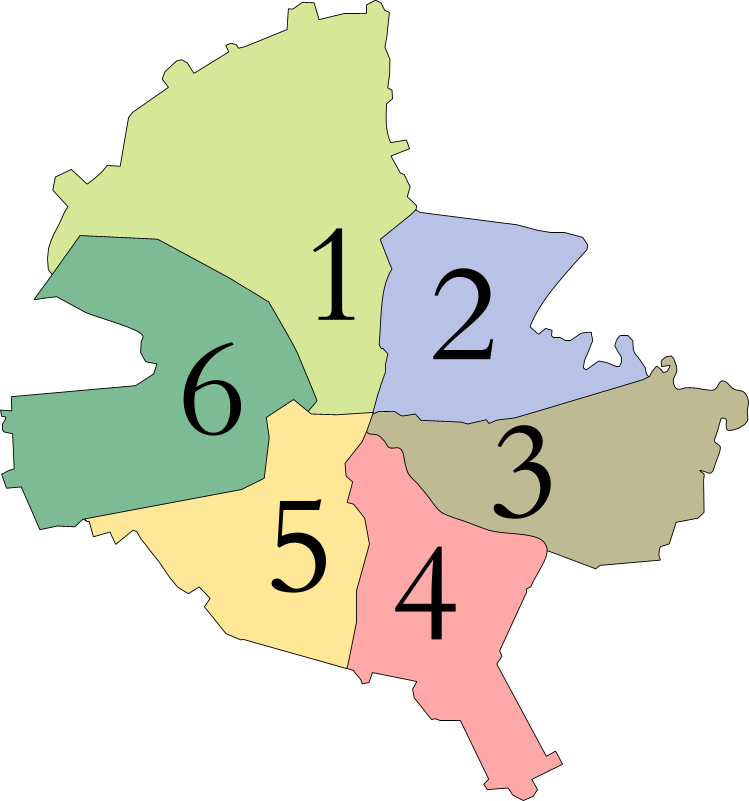
Sektory Bukaresztu

| Pozycja | Sektor   | Powierzchnia (km²) |
| ------- | -------- | ------------------ |
| 1       | Sektor 1 | 67,5               |
| 2       | Sektor 6 | 38                 |
| 3-4     | Sektor 3 | 34                 |
| 3-4     | Sektor 4 | 34                 |
| 5       | Sektor 2 | 32                 |
| 6       | Sektor 5 | 30                 |